# Біг з бар'єрами

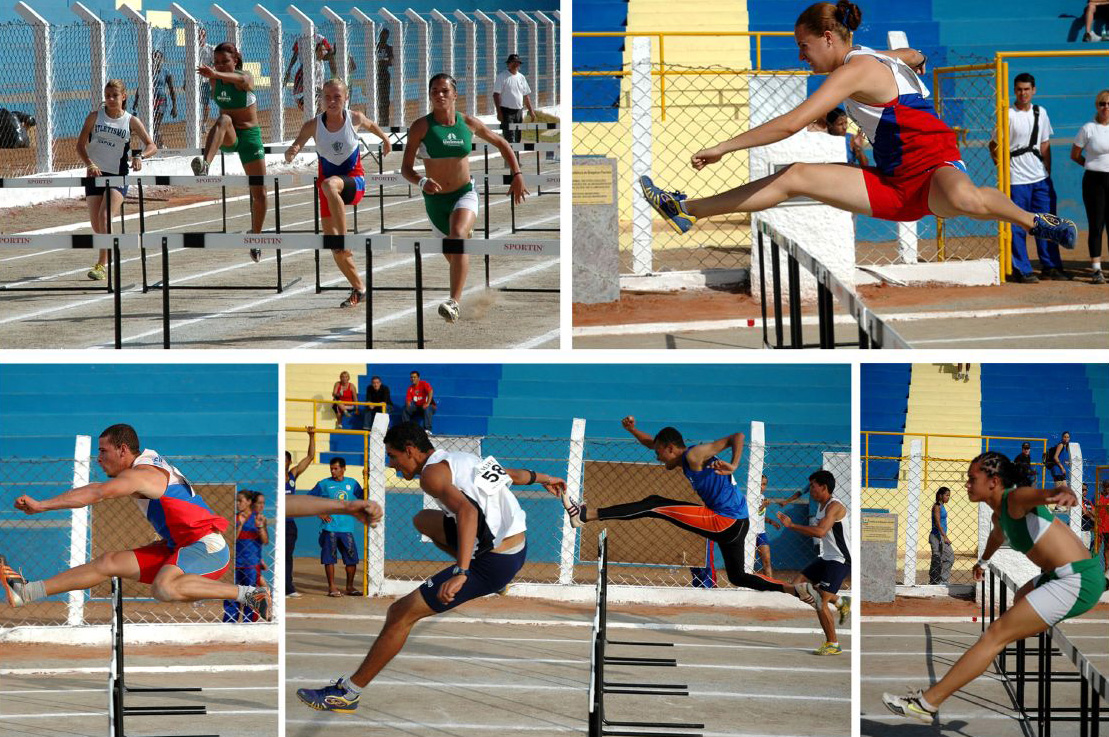
Біг з бар'єрами

Біг з бар'єрами — сукупність легкоатлетичних дисциплін, де спортсмени змагаються у спринтерських видах бігу, під час якого спортсменам необхідно долати бар'єри.

## Правила
Правила бігу з бар'єрами відповідають правилам легкоатлетичного спринту. Атлети на дистанції бігу з бар'єрами біжать кожен своєю доріжкою. L-подібні (у профіль) бар'єри розміщуються через рівні інтервали так, щоб ніжки бар'єра дивились у напрямку старту (щоб бар'єр, який зачепить бігун, падав уперед, а не травмував бігуна). Для перекидання бар'єра потрібно прикласти силу не меншу за 3,6 кг.
Заборонено:
- проносить ногу збоку бар'єра
- навмисно збивати бар'єр ногою чи рукою.

Характеристики бар'єрів та їх розстановки відображено у таблиці:
|                                               | Чоловіки | Чоловіки | Чоловіки | Чоловіки | Жінки | Жінки | Жінки | Жінки |
| дистанція (м)                                 | 50       | 60       | 110      | 400      | 50    | 60    | 100   | 400   |
| Кількість бар'єрів                            | 4        | 5        | 10       | 10       | 4     | 5     | 10    | 10    |
| Висота бар'єрів (м)                           | 1.067    | 1.067    | 1.067    | 0.914    | 0.84  | 0.84  | 0.84  | 0.762 |
| відстань від старту до першого бар'єра (м)    | 13.72    | 13.72    | 13.72    | 45       | 13    | 13    | 13    | 45    |
| Відстань між бар'єрами (м)                    | 9.14     | 9.14     | 9.14     | 35       | 8.5   | 8.5   | 8.5   | 35    |
| відстань від останнього бар'єра до фінішу (м) | 8.86     | 9.72     | 14.02    | 40       | 11.5  | 13    | 10.5  | 40    |

## Дисципліни
- Зимовий сезон: 50 метрів, 60 метрів
- Літній сезон: 100 метрів (жінки), 110 метрів (чоловіки), 400 метрів

## Історія

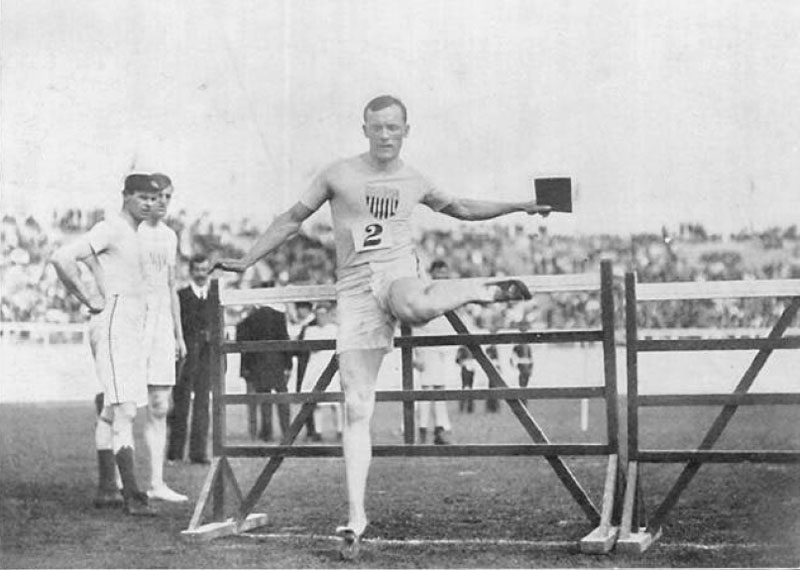
На дистанції бігу на 110 метрів з бар'єрами Форрест Смітсон, олімпійський чемпіон 1908 року

Перші згадки про офіційні старти у бар'єрному бігу належать до змагань в Англії 1837 року в коледжі Ітон. 1885 року бігун Крум з університету Оксфорда продемонстрував техніку подолання бар'єрів близьку до сучасної. Олімпійський дебют на дистанції 110 метрів з бар'єрами відбувся 1896 року. З 1920-их років бар'єрним спринтом почали займатись жінки. 1935 T-подібні бар'єри було замінено на менш травмонебезпечні L-подібні.
Нині біг з бар'єрами обов'язково входить до програми найбільших легкоатлетичних змагань.

## Техніка
Фахівці бігу з бар'єрами вважають, що основи сучасної техніки заклав знаменитий американський спортсмен Елвін Кренцлейн. 1898 року він досягнув результату 15,2 с на дистанції 110 м. Його техніка без принципових змін існує дотепер.
Махова нога переноситься через бар'єр бічним змахом, поштовхові — описує дугоподібну траєкторію. Бар'єр не перестрибується, а «переступається» з мінімальною втратою швидкості. Бар'єрний крок у чоловіків буває довжиною близько 3,5 м (у жінок — 3 м). Важливою якістю бар'єриста є здатність набирати швидкість до першого бар'єру та включатись у біг одразу після подолання бар'єра.
Техніку «бар'єрного кроку», з певними поправками, успішно використовують також і бігуни у стипль-чезі, що дозволяє домогтись більш високого результату під час подолання нерухомих перешкод.